# Синьдянь (станция метро)
«Синьдянь» (англ. Xindian; кит. 新店) — конечная станция линии Синьдянь Тайбэйского метрополитена. Находится на территории района Синьдянь города Новый Тайбэй. Станция была открыта 11 ноября 1999 года. Следующая станция на линии — «Мэрия Синьдяня».

## Техническая характеристика
«Синьдянь» — колонная двухпролётная станция. Выход в город находится в центре зала.  3 февраля 2018 года на станции были установлены автоматические платформенные ворота.